# Wilson (Arkansas)
Wilson – miejscowość w Stanach Zjednoczonych, w stanie Arkansas, w hrabstwie Mississippi.